# استخر اژدهای سیاه
استخر اژدهای سیاه (چینی ساده‌شده: 黑龙潭; چینی سنتی: 黑龍潭; پین‌یین: Hēilóngtán) یک استخر معروف در پارک زیبای چشمه یشم (Yu Quan Gong Yuan) است که در پای کوه فیل، شمال شهر قدیمی لیجیانگ در استان یون‌نان چین قرار دارد. این استخر در سال ۱۷۳۷ در دوران دودمان چینگ ساخته شد و نمایی از بلندترین کوه منطقه، رشته‌کوه‌های یولونگ را از روی پل سفید مرمری خود ارائه می‌دهد.
در گذشته، گاهی استخر خشک می‌شد و چشم‌انداز معروف آن خراب می‌شد. با این حال، در سال ۲۰۱۰، پارک به عنوان منطقه‌ای برای حفظ منابع آبی توسط دولت محلی اعلام شد. از سال ۲۰۱۴، استخر پر از آب است و زیبایی سابق خود را بازگردانده است.
پارک دارای چندین معبد و ساختمان کوچک‌تر است:
- پابلیون در آغوش ماه (چینی ساده‌شده: 得月楼; چینی سنتی: 得月樓; پین‌یین: Déyuè Lóu)، که در اواخر دوران دودمان مینگ ساخته شد. ساختار کنونی آن بازسازی شده در سال ۱۹۶۳ است که پس از آتش‌سوزی در سال ۱۹۵۰ انجام شد.
- معبد لانگ‌شن (چینی ساده‌شده: 龙神寺; چینی سنتی: 龍神寺)، که همچنین به نام معبد خدای اژدها شناخته می‌شود، توسط مردم ناشی محلی در سال ۱۷۳۷ ساخته شد و در شرق پارک قرار دارد. این معبد همان سال به نام خدای اژدهای چشمه یشم توسط امپراتور چیان‌لونگ از دودمان چینگ نامگذاری شد.
- برج پنج ققنوس با سه لایه هم‌پوشانی (برج ووفنگ) در دوران دودمان مینگ (۱۶۰۱) ساخته شد و امروزه در انتهای شمالی پارک قرار دارد. این برج ابتدا در معبد فوگو قرار داشت که ۳۰ کیلومتر (۱۹ مایل) به غرب پارک واقع شده بود، اما در سال ۱۹۷۹ به پارک چشمه یشم منتقل شد.
- جنگل سنگ‌نبشته‌ها (در چینی ساده‌شده:碑林، پین‌یین: bēi lín)، گنجینه‌ای از فرهنگ ناسی است. این مجموعه شامل بیش از ۵۰ سنگ‌نبشته معروف از دوران سلسله تانگ تا جمهوری چین است و دارای ارزش تاریخی بالایی است.

پارک همچنین میزبان مؤسسه پژوهش‌های فرهنگ دانگبا و موزه فرهنگ دانگبا است.

## تاریخ
ساختمان‌های باستانی در منطقه دیدنی هیلونگتان در دومین سال سلطنت امپراتور چیان‌لونگ از دودمان چینگ (۱۷۳۷ میلادی) ساخته شدند. در سال ۱۹۹۹، این منطقه به عنوان اولین دسته از واحدهای حفاظت از آثار فرهنگی در لیجیانگ اعلام شد. در سال ۲۰۰۶، این منطقه به عنوان ششمین دسته از واحدهای حفاظت آثار فرهنگی ملی اعلام شد. نقاط آثار فرهنگی شامل دروازه ونمینگفانگ (دروازه پارک هیلونگتان)، پل سواکوئی، برج دِیویو، و معبد خدای اژدها هستند. این منطقه دارای نه ساختمان است: برج گوانگ‌بی، پابیون یی‌وِن، برج ووفنگ، برج جیه‌جیه لینمن و صحنه. پنج ساختمان، برج جیه‌جیه لینمن، برج ووفنگ، برج گوانگ‌بی، پابیون یی‌وِن و دروازه ونمینگفانگ، از مکان‌های دیگر به اینجا منتقل شدند. در سال ۲۰۰۹، این پارک به عنوان جاذبه گردشگری 4A ملی ارزیابی شد.